# Palé
Palé (németül Paling) község Baranya vármegyében, a Hegyháti járásban. 215 hektáros kiterjedésével a megye legkisebb közigazgatási területű települése, és országosan is a legkisebbek közé tartozik.

## Fekvése
Pécstől közel 35 kilométerre északnyugatra fekszik, Sásd és Baranyajenő közt, a Gödrei-víz völgyében. Magyarország azon kevés települése közé tartozik, amelyek közigazgatási területét aktuálisan semmilyen országos közút nem érinti. A Pécs-Kaposvár közti 66-os főút felől közelíthető meg, a 30+600-as kilométerszelvénye közelében, Sásd északnyugati határszélén délnek kiágazó számozatlan, önkormányzati bekötőúton.

## Története
Palé nevét 1327-ben említették először az oklevelek, Pauli néven. A település a középkorban a somogyi apátság birtokai közé tartozott. A hadiút mellett fekvő falu a török időkben a háborús viszontagságok miatt elnéptelenedett.
A 18. század végén az elnéptelenedett faluba Tolna vármegyéből telepítettek német családokat.
A második világháború után a település többségét alkotó német lakosságot kitelepítették a faluból.
Palé a 20. század elején Baranya vármegye Hegyháti járásához tartozott. Az 1910-es népszámlálási adatok szerint Palénak 206  római katolikus lakosa volt, melyből 6 magyar és 200 német volt.
A 2001-es népszámláláskor 115, 2008-ban pedig 113 lakosa volt a településnek.

## Közélete

### Polgármesterei
- 1990–1994: Blaskovits István (független)[4]
- 1994–1998: Pintérné Magyar Mária (független)[5]
- 1998–2002: Pintérné Magyar Mária (független)[6]
- 2002–2006: Pintérné Magyar Mária (független)[7]
- 2006–2010: Pintérné Magyar Mária (független)[8]
- 2010–2014: Pintérné Magyar Mária (független)[9]
- 2014–2016: Pintérné Magyar Mária (független)[10]
- 2016–2019: Markóné Héder Tímea (független)[11]
- 2019–2024: Markóné Héder Tímea (független)[12]
- 2024– : Markóné Héder Tímea (független)[1]

A településen 2016. május 8-án időközi polgármester-választást tartottak, az előző polgármester lemondása miatt.

## Népesség
A település népességének változása:
| Lakosok száma | 96   | 97   | 91   | 91   | 95   | 76   | 85   | 83   |
|               | 2013 | 2014 | 2015 | 2019 | 2021 | 2022 | 2023 | 2024 |

A 2011-es népszámlálás során a lakosok 98,9%-a magyarnak, 5,4% cigánynak, 1,1% németnek mondta magát (1,1% nem nyilatkozott; a kettős identitások miatt a végösszeg nagyobb lehet 100%-nál). A vallási megoszlás a következő volt: római katolikus 44,1%, református 5,4%, felekezeten kívüli 15,1% (26,9% nem nyilatkozott).
2022-ben a lakosság 88,2%-a vallotta magát magyarnak, 1,3% cigánynak, 1,3% németnek, 1,3% horvátnak (11,8% nem nyilatkozott; a kettős identitások miatt a végösszeg nagyobb lehet 100%-nál). Vallásuk szerint 46,1% volt római katolikus, 1,3% református, 9,2% egyéb keresztény, 2,6% egyéb katolikus, 6,6% felekezeten kívüli (34,2% nem válaszolt).